# Groß-Rohrheim
Groß-Rohrheim är en kommun och ort i Kreis Bergstraße i Regierungsbezirk Darmstadt i förbundslandet Hessen i Tyskland.